# Norska förtjänstorden

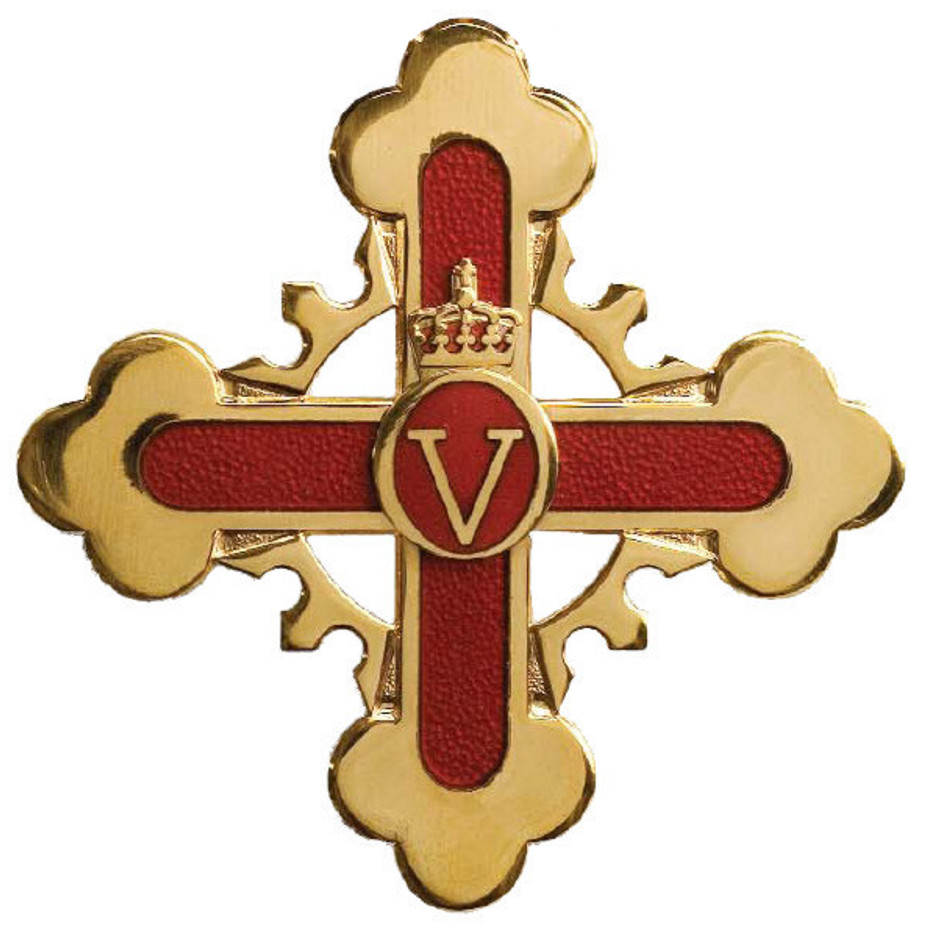
Ordens kors.

Norska förtjänstorden (norska: Kongelige Norske Fortjenstorden), är en orden instiftad 1985 av Olav V på förslag av norska regeringen. Den norska kungen är ordens stormästare. Det är den nyaste nordiska orden och tilldelas utlänningar, norska medborgare som bor utomlands, utrikesdepartementets diplomater, utländska tjänstemän i Norge och Norges honorärkonsuler. Dess motsvarighet, Sankt Olavs orden, utdelas i allmänhet endast till norska medborgare som bor i Norge.
Orden tilldelades främst norska medborgare för arbete utomlands och utländska medborgare för arbete utomlands eller i Norge.
Orden är indelad i tre grader:
- Storkors
- Kommendör med stjärna
- Kommendör
- Riddare av 1:a klassen
- Riddare

## Design
Ordens tecken är ett Olavskors, förgyllt eller i silver, med en enda krona i vart och ett av de fyra hörnen och infällt ett likbent rundat rött kors med kung Olav V:s krönta monogram i mitten.
Tilldelas i ett djupblått band.